# Aloÿs Fornerod
Pour les articles homonymes, voir Fornerod.
Aloÿs Fornerod, né à Cudrefin le 6 janvier 1890 et mort à Fribourg le 8 janvier 1965, est un compositeur, pédagogue, directeur de formations musicales et musicien vaudois.

## Biographie
Aloÿs Fornerod suit les classes de violon et les branches théoriques du Conservatoire de Lausanne de 1899 à 1916, puis la Schola Cantorum de Paris dans les classes d'Auguste Sérieyx, Nestor Lejeune et Vincent d'Indy (1909-1911). Il est critique musical à la Tribune de Lausanne dès 1914.
Pendant 3 ans, il est violoniste à l'Orchestre symphonique de Lausanne. Il enseigne à l'Institut de Ribeaupierre, au Conservatoire de Lausanne et de Fribourg, dont il est le directeur de 1954 à 1965. Publié par la BCU en 1982, son catalogue d'œuvres inclut plus de 70 numéros d'opus : piano, musique de chambre, orchestre, chœurs, musique de scène. Son influence s'est exercée sur plusieurs compositeurs romands : Jean Apothéloz, Pierre Chatton, Bernard Chenaux, Claude Dubuis, Dante Granato, Oscar Moret, et le chanoine Marius Pasquier. 
Aloÿs Fornerod décède le 8 janvier 1965 à Fribourg.

## Sources
- « Aloÿs Fornerod », sur la base de données des personnalités vaudoises sur la plateforme « Patrinum » de la Bibliothèque cantonale et universitaire de Lausanne.
- Dictionnaire des musiciens suisses Zurich : p. 121-122 photographie F. de Jongh, Lausanne
- Patrie suisse, (A. B.) 1919, no 674, p. 172-174
- Jacques Viret, Aloÿs Fornerod, ou le Musicien et le Pays, Cahiers de la Renaissance vaudoise, n°103, 1982, 204 p.  (ISBN 2-88017-103-2)
- http://www.unil.ch/webdav/site/bcu/shared/collection_vaudoise/Archives_musicales/Partitions/Fornerod%20(sonate)%20Extrait%20et%20biographie.pdf
- Aloys Fornerod